# Sergio Tu
Sergio Tu, (n. 24 de feverereiro de 1997) em Taipei, é um ciclista taiwanês, membro da equipa Lizarte.

## Biografia
Em 2019, apanha a equipa CCC Development, reserva da formação WorldTour do mesmo nome.

## Palmarés em estrada
- 2016
  -  Campeão de Taiwan do contrarrelógio
- 2019
  -  Medalha de prata do Campeonato Asiático do contrarrelógio esperanças
- 2020
  -  Campeão de Taiwan do contrarrelógio

## Classificações mundiais
| Ano           | 2017   |
| UCI Asia Tour | 490.º. |